# Ашекеев, Бекболат
Бекболат Ашекеев, Бекболат Ашекеулы (1848, по другим источникам 1843, Жайилмишская волость, Семиреченская область — 9 сентября 1916, Боралдай, окрестности Верного) — один из руководителей национально-освободительного движения 1916 году.

## Биография
Происходит из рода жаныс племени дулат
7—8 июля 1916 года в местечке Ушконыр (в 40 км к западу от современной Алма-Аты) Бекболат организовал сбор повстанцев Жайилмиша и прилегающих к нему районов, не желавших подчиняться указу царя от 25 июня 1916 (о мобилизации на тыловые работы мужского населения от 19 до 43 лет). Несмотря на свой 70-летний возраст, Ашекеев возглавил национально-освободительное восстание в Семиречье, поскольку имел большой авторитет среди местного населения. На одном собрании он призвал молодых мужчин не ехать на тыловые работы, из горных аулов не спускаться к подножиям. Выступление Ашекеева было горячо поддержано собравшимися и принято решение разгромить телеграф, уничтожить списки призывников, если администрация станет применять силовые методы.
В Каскелене был создан специальный комитет и разработан план по разгрому восставших и аресту руководителей. После подавления мятежа решением суда Верненского военного гарнизона 7 сентября 1916 приговорён к смертной казни через повешение. Вместе с Ашекеевым были казнены Бекбатыров, Бузембаев, Аманжолов, Сатыканов, Абишев, Аманбаев.
Именем Ашекеева названа одна из центральных улиц микрорайона Ожет Алатауского района города Алма-Ата.